# Sanne Verhagen
Pour les articles homonymes, voir Verhagen.
Sanne Verhagen, née le 24 août 1992 à Best, est une judokate néerlandaise.

## Palmarès international en judo
| Championnats du monde | Championnats du monde | Championnats du monde |
| Année                 | Médaille              | Catégorie             |
| --------------------- | --------------------- | --------------------- |
| 2014                  | bronze                | –57 kg                |